# Manrico Mansueti

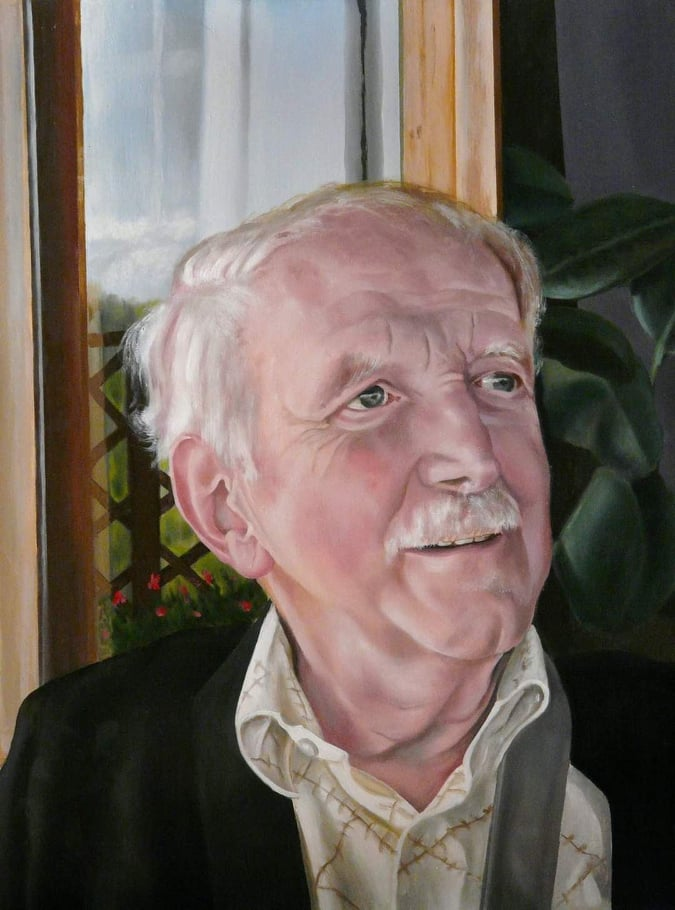

Manrico Amedeo Giuseppe Mansueti (La Spezia, 22 aprile 1935 – Campi Bisenzio, 3 ottobre 2020) è stato uno scrittore, poeta e attivista italiano.

## Biografia
Secondo di tre fratelli nacque a La Spezia il 22 aprile del 1935, da famiglia di origine nizzarda. Il bisnonno si trasferì da Villefranche sur Mer a seguito della cessione della regione alla Francia previsti dagli Accordi di Plombières.
Frequentò l’Istituto tecnico per geometri e ragionieri Da Passano di La Spezia dove collaborò con la rivista letteraria della scuola diplomandosi nel 1954. Nel 1965 si sposò con Luciana Camera, dalla quale avrà 5 figli: la coppia ne ebbe anche un sesto in affido. Nel 1972 si trasferì a Campi Bisenzio dove si spegnerà nel 2020.

## Attività letteraria
La sua passione letteraria ed i suoi interessi alla storia e alle dottrine politiche, lo porteranno ad una serie di pubblicazioni negli anni Sessanta del XX Secolo affrontando diverse forme letterarie, dalla poesia al saggio passando per la prosa. La sua produzione subì un rallentamento, dovuto al carico della famiglia, fino al 1995, anno in cui si ritirò in pensione dal suo impiego. Da quell’anno diede alle stampe una serie di volumi tra poemi e romanzi tra cui Allah è grande!, cronistoria della prima guerra del Golfo in forma poetica, opera che raccoglierà illustri giudizi positivi. Intensa sarà anche la sua attività di critico con la collaborazione a varie riviste, in particolare “Alla Bottega” di Milano.

## La nonviolenza
Nel 1967 aderì al Movimento Nonviolento di Aldo Capitini e successivamente intraprenderà un'intensa amicizia con Pietro Pinna. Nel 1971 diventò il primo obiettore fiscale alle spese militari, azione a seguito anche della quale verrà riconosciuta l’obiezione di coscienza al servizio militare con la legge 772 del 1972.

## Opere
- Altre Cose (1960, poesia)
- Ha un cominciamento (1961, poesia)
- Profilo storico-estetico di Walter Trillini (1962, saggio)
- Dell'errato uso delle parole "onestà" e "moralità" (1967, saggio)
- Chi siamo? D'onde veniamo? Dove andiamo? (1995, poema)
- L'attesa (1997, poema)
- Col l'ali del tempo vola la memoria (2000, poema)
- Le allegorie del viaggio (2001, poema)
- Allah è grande! (2004, poema epico)
- Con l'ali del tempo vola la memoria (2011)
- Allah Akhbar (Dio è grande) (2011)
- C'è un tempo per gioire, c'è un tempo per patire (2014)
- Per ogni cosa c'è il suo tempo sotto il cielo (2018)